# Cephalophorus leucogaster
Il cefalofo dal ventre bianco (Cephalophorus leucogaster (Gray, 1873), precedentemente Cephalophus leucogaster) è una specie di cefalofo originaria dell'Africa centrale. Con due sottospecie distinte occupa un areale disgiunto che comprende il settore occidentale del bacino del Congo (C. l. leucogaster) e quello nord-orientale (C. l. arrhenii), dove abita prevalentemente nelle foreste indisturbate, ma generalmente è piuttosto raro. È caratterizzato da un dorso bruno-dorato più chiaro che in altre specie e da un ventre biancastro, cui deve il nome. Lungo la schiena corre una linea mediana scura. La sua biologia non è stata ancora studiata a fondo. Occupa vasti home range e si nutre di frutta. È strettamente imparentato con molti altri cefalofi rossi dell'Africa orientale ed è considerato una specie «prossima alla minaccia» (Near Threatened).

## Descrizione

### Aspetto
Il cefalofo dal ventre bianco è un cefalofo di medie dimensioni. Presenta una lunghezza testa-corpo di 92-100 cm e ha una coda di 12-15 cm. L'altezza al garrese è di 42-51 cm e il peso è di 14-17,5 kg. Le femmine sono leggermente più pesanti dei maschi, con una differenza di circa l'8%. Il dimorfismo sessuale, di conseguenza, è solo leggermente pronunciato. La colorazione è generalmente più chiara di quella delle specie affini e il pelo è liscio e corto. Nel complesso, l'animale appare di colore marrone dorato con una sfumatura rossastra, particolarmente evidente sul dorso e sul posteriore. Le spalle sono di colore più grigio e le zampe sono grigio-marroni: il loro colore diventa più scuro verso gli zoccoli. Sui garretti compaiono singole macchie scure. Le parti inferiori, il mento, la gola, l'interno delle zampe e le natiche sono di colore biancastro. Il colore chiaro del ventre sale lungo i lati del corpo fino a fondersi gradualmente con il colore del dorso. Sul collo o sulle spalle inizia una linea nerastra che si allarga al centro della schiena per restringersi nuovamente sulla groppa: la sua larghezza è solitamente compresa tra 3,6 e 4,7 cm, raramente fino a 6,9 cm, ed è più larga nella sottospecie arrhenii. La linea è fiancheggiata da peli bicolori, che in alcuni esemplari fanno apparire i bordi irregolari. La coda presenta una grande nappa all'estremità composta da peli con la punta bianca. Per il resto la coda è rossa sopra, ma glabra sotto. La fronte e il ponte del naso sono bruno-nerastri scuri e nettamente distinti dai lati più chiari della testa. Sulla sommità del capo si trova un piccolo ciuffo di peli bruno-rossastri, a volte intervallati da peli neri. Le corna sono presenti in entrambi i sessi e in media sono lunghe 4,7 cm nei maschi e 2,4 cm nelle femmine, ma la loro lunghezza massima registrata è di 12,7 cm. Sono quindi relativamente corte e rivolte all'indietro, appuntite e fortemente anellate alla base.

### Caratteristiche del cranio e della dentatura
Il cranio è caratterizzato da un rostro corto, da basi delle corna rinforzate sull'osso frontale e da un bordo superiore affilato della fossa preorbitale (Fossa praeorbitalis). La dentatura presenta la seguente formula dentaria: {\displaystyle {\frac {0.0.3.3}{3.1.3.3}}}, per un totale di 32 denti.

## Distribuzione e habitat
Il cefalofo dal ventre bianco è originario dell'Africa centrale, dove occupa due zone distinte. La sottospecie leucogaster è presente in un'area che dal Camerun a sud del Sanaga giunge fino alla Guinea Equatoriale e al Gabon ad ovest e al sud-ovest della Repubblica Centrafricana e al nord della Repubblica Democratica del Congo ad est; il confine orientale dell'areale è delimitato dal Congo e dall'Ubangi. La sottospecie arrhenii vive invece nella zona nord-orientale della Repubblica Democratica del Congo, precisamente nelle province di Ituri, Maniema e Kivu Nord. Abita nelle foreste, principalmente nelle foreste primarie incontaminate. Il fatto che fosse comune nelle foreste secondarie, come inizialmente ipotizzato, si è dimostrato errato. Tuttavia, occasionalmente si può trovare anche lì, oltre che ai margini delle foreste nelle valli fluviali e, talvolta, anche in ambienti di transizione alle savane. Di norma il cefalofo dal ventre bianco vive al di sotto dei 1000 m di altitudine. È generalmente considerato raro: dei 108 campioni di feci appartenenti a vari cefalofi del parco nazionale Ivindo nel Gabon, solo uno è risultato appartenere a questa specie.

## Biologia

### Comportamento
Sono disponibili solo poche informazioni sulle abitudini del cefalofo dal ventre bianco. È attivo durante il giorno e utilizza ampi home range, che coprono probabilmente circa 60 ettari. Quando vengono disturbati, questi animali si immobilizzano e cercano di localizzare la fonte del disturbo. Di norma, poi si allontanano seguendo un percorso a zigzag. Entrambi i sessi emettono un belato attraverso il naso.

### Alimentazione
Il cefalofo dal ventre bianco si nutre principalmente di frutta. Il contenuto stomacale di nove esemplari provenienti dal Gabon era costituito per il 72,2% da residui di frutta e semi, circa il 13,9% da foglie, il 10,8% da piccioli e ramoscelli e il 2,2% da fiori. Non è escluso che fossero presenti anche funghi e sostanze di origine animale, solitamente insetti. Le sostanze ingerite provenivano da circa 50 specie diverse di piante. Predominavano i frutti di diametro compreso tra 1 e 3 cm, pari al 77,3% del totale. Tra le piante maggiormente presenti figuravano Annonacee come Artabotrys, Apocinacee come Cylindropsis, Euforbiacee come Plagiostyles e Rubiacee come Nauclea, nonché Ongokea.

### Riproduzione
Le abitudini riproduttive sono poco conosciute. Un feto ben formato pesava 1,5 kg. I neonati hanno un manto grigio chiaro con una striscia dorsale meno pronunciata. Il manto adulto si sviluppa prima dello svezzamento. Altri cefalofi che si nutrono di frutta che vivono nella stessa regione partoriscono in ogni periodo dell'anno, pur presentando un aumento delle nascite alla fine della stagione delle piogge e nella stagione secca, quando i frutti sono più abbondanti.

## Tassonomia
Il cefalofo dal ventre bianco è una specie appartenente al genere Cephalophorus della famiglia dei Bovidi (Bovidae). All'interno dei Bovidi, Cephalophorus è collocato nella tribù dei cefalofi (Cephalophini), che comprende altri cinque generi. I cefalofi comprendono per lo più specie di taglia medio-piccola e di corporatura compatta. Sono endemici dell'Africa e, ad eccezione della silvicapra (Sylvicapra grimmia), che popola ambienti di savana, sono animali prevalentemente adattati agli habitat forestali.
Il cefalofo dal ventre bianco venne descritto per la prima volta da John Edward Gray nel 1873. A questo scopo utilizzò esemplari della collezione di Paul Belloni Du Chaillu, identificando il Gabon come località tipo. Oldfield Thomas in seguito identificò l'olotipo come una femmina non completamente sviluppata. Gray battezzò la nuova specie Cephalophus leucogaster. Per molto tempo, soprattutto nei secoli XIX e XX, il genere Cephalophus è stato una sorta di «contenitore» in cui classificare la maggior parte delle specie di cefalofi di piccole dimensioni. Studi di genetica molecolare del 2001 rivelarono l'esistenza di tre linee evolutive distinte all'interno del genere: i cefalofi giganti, come il cefalofo di Jentink e il cefalofo dorsale, i cefalofi rossi dell'Africa occidentale, come il cefalofo di Peters e il cefalofo di Ogilby, e i cefalofi rossi dell'Africa orientale, come il cefalofo rosso e il cefalofo di Harvey. Questa divisione del genere Cephalophus venne confermata in linea di principio da uno studio successivo pubblicato nel 2012. Secondo le analisi genetiche, il cefalofo dal ventre bianco appartiene al gruppo dei cefalofi rossi dell'Africa orientale, di cui costituisce il gruppo gemello di tutti gli altri rappresentanti. Secondo gli studi genetici, la scissione del gruppo dei cefalofi rossi dell'Africa orientale avvenne tra il Pliocene e il Pleistocene, tra 2,4 e 1,2 milioni di anni fa, ma il cefalofo dal ventre bianco, essendone la forma basale, potrebbe essersi separato un po' prima. Gli studi hanno dimostrato anche che i cefalofi giganti sono più strettamente imparentati con la silvicapra che con gli altri rappresentanti del genere Cephalophus, facendo ipotizzare che questo fosse parafiletico. Si rivelò quindi necessario separare da Cephalophus i cefalofi rossi, per i quali nel 2012 Alexandre Hassanin propose il nome generico Cephalophorus, separazione che è stata attuata nel 2022 da un team di scienziati guidato da Eva V. Bärmann.
Nel 1917 Einar Lönnberg introdusse la sottospecie C. l. arrhenii, che, rispetto alla forma nominale, occupa un settore più orientale del bacino del Congo. Nel tempo questa è stata trattata sia come una sottospecie del cefalofo dorsale che come una specie a sé stante, come hanno fatto nel 2011 Colin P. Groves e Peter Grubb nella loro opera di revisione degli ungulati. Nel 1923 Ludwig Lorenz von Libernau introdusse un'ulteriore sottospecie, C. l. seki, per identificare gli esemplari provenienti dai monti Mawambi nel Camerun sud-occidentale che erano stati raccolti durante la spedizione di Rudolf Grauer in Africa centrale tra il 1909 e il 1911. Attualmente tale forma viene considerata sinonimo di C. l. leucogaster, come era già stato intuito da Jane St. Leger negli anni '30.

## Conservazione
La IUCN classifica il cefalofo dal ventre bianco come «specie prossima alla minaccia» (Near Threatened). L'organizzazione per la conservazione della natura stima che nelle ultime tre generazioni (14 anni) la popolazione sia diminuita del 20-25%, soprattutto a causa della caccia intensiva cui questi animali, considerati una fonte di cibo, sono sottoposti. La caccia, praticata con lacci e reti, è favorita dall'estensione dei loro territori e dalle loro abitudini nomadi. Tale pratica potrebbe portare nel tempo all'estinzione locale di singole popolazioni e alla restrizione dell'areale alle aree forestali incontaminate. La specie è presente in diverse aree protette, tra cui il parco nazionale Lopé in Gabon, il parco nazionale del Monte Alén in Guinea Equatoriale, il parco nazionale Dzanga-Ndoki nella Repubblica Centrafricana, i parchi nazionali Odzala e Nouabalé-Ndoki nella Repubblica del Congo e i parchi nazionali Kahuzi-Biega e Maiko e la riserva faunistica degli okapi nella Repubblica Democratica del Congo.